# 복소화
수학에서, 실수 체 스칼라를 가진 선형 공간 {\displaystyle V}("실수 선형 공간")의 복소화는 복소수 체에 대한 선형 공간 {\displaystyle V^{\mathbb {C} }}를 구성하며, 벡터의 실수 스칼라를 복소수 범위 까지 형식적으로 확장하여 얻은 것이다. 실 선형 공간 {\displaystyle V}에 대한 모든 기저는 또한 복소 선형 공간 {\displaystyle V^{\mathbb {C} }}에 대한 기저 역할을 할 수 있다.

## 정의
{\displaystyle V}가 실 선형 공간이라 하자. {\displaystyle V}의 복소화는 {\displaystyle V}와 2차원 실 선형 공간으로서의 복소수 공간의 텐서 곱으로 정의된다.
{\displaystyle V^{\mathbb {C} }:=V\otimes _{\mathbb {R} }\mathbb {C} \,.}
텐서 곱에서 아래 첨자 {\displaystyle \mathbb {R} }은 텐서 곱이 실수 위에서 이뤄짐을 나타낸다.({\displaystyle V}는 실 선형 공간이므로 어쨌든 이것이 유일하게 합리적인 선택이므로 아래 첨자는 혼동의 여지 없이 생략할 수 있다.) 현재 상태 그대로, {\displaystyle V^{\mathbb {C} }} 는 실 선형 공간이다. 그러나, 복소수 곱셈을 다음과 같이 정의하여 {\displaystyle V^{\mathbb {C} }}를 복소 선형 공간으로 변환한다:
{\displaystyle \alpha (v\otimes \beta )=v\otimes (\alpha \beta )\qquad {\mbox{ for all }}v\in V{\mbox{ and }}\alpha ,\beta \in \mathbb {C} .}
보다 일반적으로, 복소화는 스칼라 확대의 예이다. 여기서는 실수에서 복소수로 스칼라를 확장한다. 이는 모든 체 확대 또는 환의 모든 사상에 대해 수행될 수 있다.
범주론적으로, 복소화는 실 선형 공간의 범주에서 복소 선형 공간의 범주로 가는 함자 VectR → VectC이다. 이것은 복소 구조를 잊어 버린 망각 함자 VectC → VectR에 대한 왼쪽 수반 함자이다.
복소 선형 공간 {\displaystyle V}의 복소 구조에 대한 이러한 망각은 실수화라고 부른다.
기저 {\displaystyle e_{\mu }}를 가진 복소 선형 공간 {\displaystyle V}의 실수화는 복소수 스칼라 곱을 없애버리고
{\displaystyle \{e_{\mu },ie_{\mu }\}}를 기저로 하여 차원을 두배로 만든다.

## 기본적 성질들
텐서 곱의 특성상 {\displaystyle V^{\mathbb {C} }}의 모든 벡터 {\displaystyle v}는 다음과 같은 형식으로 유일하게 쓸 수 있다:
{\displaystyle v=v_{1}\otimes 1+v_{2}\otimes i}
여기서 {\displaystyle v_{1}}와 {\displaystyle v_{2}}는 {\displaystyle V}의 벡터이다. 텐서 곱 기호를 버리고 그냥 쓰는 것이 일반적이다.
{\displaystyle v=v_{1}+iv_{2}.\,}
복소수 {\displaystyle a+bi}에 의한 곱셈은 일반적인 규칙에 의해 주어진다.
{\displaystyle (a+ib)(v_{1}+iv_{2})=(av_{1}-bv_{2})+i(bv_{1}+av_{2}).\,}
그런 다음 {\displaystyle V^{\mathbb {C} }}를 두 {\displaystyle V}의 직합으로 볼 수 있다:
{\displaystyle V^{\mathbb {C} }\cong V\oplus iV}
복소수에 의한 곱셈에 대한 위의 규칙을 사용한다.
다음과 같이 주어진 {\displaystyle V^{\mathbb {C} }}에 {\displaystyle V}의 자연스러운 매장이 있다.
{\displaystyle v\mapsto v\otimes 1.}
그러면 선형 공간 {\displaystyle V}를 {\displaystyle V^{\mathbb {C} }}의 실수 부분 공간으로 볼 수 있다. {\displaystyle V}(실수 체에 대해) 기저 {\displaystyle \{e_{i}\}}를 갖는 경우 {\displaystyle V^{\mathbb {C} }}에 대한 해당 기저는 복소수 체에 대해 {\displaystyle \{e_{i}\otimes 1\}}로 주어진다. 따라서 {\displaystyle V^{\mathbb {C} }}의 복소 차원은 {\displaystyle V}의 실수 차원과 같다.
{\displaystyle \dim _{\mathbb {C} }V^{\mathbb {C} }=\dim _{\mathbb {R} }V.}
또는 텐서 곱을 사용하는 대신 이 직합을 복소화의 정의로 사용할 수 있다.
{\displaystyle V^{\mathbb {C} }:=V\oplus V,}
여기서 {\displaystyle V^{\mathbb {C} }}는 {\displaystyle J(v,w):=(-w,v)}과 같이 정의된 연산자 {\displaystyle J}에 의해 선형 복소 구조가 제공된다. 여기서 {\displaystyle J}는 "{\displaystyle i}에 의한 곱셈" 연산을 의미한다. 행렬 형식으로 {\displaystyle J}는 다음과 같다:
{\displaystyle J={\begin{bmatrix}0&-I_{V}\\I_{V}&0\end{bmatrix}}.}
이것은 공간을 다르게 구성하지만 동일한 공간을 생성한다. 선형 복소 구조를 가진 실 선형 공간은 복소 선형 공간과 동일하다. 따라서, {\displaystyle V^{\mathbb {C} }}는 {\displaystyle V\oplus JV} 또는 {\displaystyle V\oplus iV}로 쓸 수 있다. {\displaystyle V}는 직합의 첫 번째 성분으로 식별한다. 이 접근법은 더 구체적이고 기술적으로 관련된 텐서 곱의 사용을 피하는 이점이 있지만 임시적이다.

## 예
- 실수 좌표 공간 {\displaystyle \mathbb {R} ^{n}}의 복소화는 복소 좌표 공간 {\displaystyle \mathbb {C} ^{n}}이다.
- 마찬가지로, {\displaystyle V}가 실수 성분이 포함된 {\displaystyle m\times n} 행렬로 구성된 경우 {\displaystyle V^{\mathbb {C} }}는 복소수 성분이 포함된 {\displaystyle m\times n} 행렬로 구성된다.

## 딕슨 배환
{\displaystyle \mathbb {R} }에서 {\displaystyle \mathbb {C} }로 이동하는 복소화 과정은 레너드 딕슨을 비롯한 20세기 수학자에 의해 추상화되었다. 하나는 항등사상 {\displaystyle x^{*}=x}을 {\displaystyle \mathbb {R} } 에 대한 자명한 대합으로 사용하는 것으로 시작한다. 다음으로 {\displaystyle \mathbb {R} }의 두 복사본을 사용하여, 복소 켤레는 {\displaystyle z^{*}=(a,-b)}를 사용하여 {\displaystyle z=(a,b)}를 형성한다. 배가 된 집합의 두 원소 {\displaystyle w}와 {\displaystyle z}는 다음과 같이 곱한다.
{\displaystyle wz=(a,b)\times (c,d)=(ac\ -\ d^{*}b,\ da\ +\ bc^{*}).}
마지막으로, 배가 된 집합에는 노름 {\displaystyle N(z):=z^{*}z}가 주어진다. 항등 대합을 사용하여 {\displaystyle \mathbb {R} }에서 시작할 때 배가 된 집합은 노름 {\displaystyle a^{2}+b^{2}}를 사용하는 {\displaystyle \mathbb {C} }이다. {\displaystyle \mathbb {C} }를 두 배로 하고 켤레 {\displaystyle (a,b)^{*}=(a^{*},-b)}를 사용하면 사원수를 생성한다. 다시 두 배로 하면 케일리 수라고도 하는 팔원수가 생성된다. 1919년 딕슨이 대수적 구조를 밝히는 데 기여한 것은 바로 이 시점이었다.
이 과정은 {\displaystyle \mathbb {C} }와 자명한 대합 z* = z 로 시작할 수도 있다. 생성된 노름은 {\displaystyle \mathbb {R} } 두 배로 하여 {\displaystyle \mathbb {C} } 를 생성하는 것과는 달리 단순히 z2이다. 이 {\displaystyle \mathbb {C} }가 2배가 되면 쌍복소수이고, 2배가 되면 쌍사원수이고, 다시 2배가 되면 쌍팔원수이다. 기본이 되는 대수가 결합적일 때, 이 케일리-딕슨 구성에 의해 생성된 대수는 합성 대수라고 불린다. 왜냐하면 다음과 같은 성질이 있기 때문이다.
{\displaystyle N(p\,q)=N(p)\,N(q)\,.}

## 복소 켤레
복소화된 선형 공간 {\displaystyle V^{\mathbb {C} }}는 일반적인 복소 선형 공간보다 더 많은 구조를 가지고 있다. 표준 복소 켤레 사상과 함께 제공된다.
{\displaystyle \chi :V^{\mathbb {C} }\to {\overline {V^{\mathbb {C} }}}},
{\displaystyle \chi }는 {\displaystyle V^{\mathbb {C} }\rightarrow V^{\mathbb {C} }}인 켤레 선형 사상 또는 {\displaystyle V^{\mathbb {C} }\to {\overline {V^{\mathbb {C} }}}}인 복소 선형 동형 사상으로 볼 수 있다.
반대로 복소수 켤레 {\displaystyle \chi }를 갖는 복소 선형 공간 {\displaystyle W}이 주어지면 {\displaystyle W}는 실 부분공간의 복소화 {\displaystyle V^{\mathbb {C} }}에 대한 복소 선형 공간과 동형이다.
{\displaystyle V=\{w\in W:\chi (w)=w\}.}
즉, 켤레 복소수가 있는 모든 복소 선형 공간은 실 선형 공간의 복소화이다.
예를 들어, {\displaystyle W=\mathbb {C} ^{n}}일 때 표준 복소 켤레
{\displaystyle \chi (z_{1},\ldots ,z_{n})=({\bar {z}}_{1},\ldots ,{\bar {z}}_{n})}
의 불변 부분공간 {\displaystyle V}는 단순히 실 부분공간 {\displaystyle \mathbb {R} ^{n}}이다.

## 선형 변환
두 실 선형 공간 사이에 주어진 실 선형 변환 {\displaystyle f:V\rightarrow W}에 대해 자연 복소 선형 변환
{\displaystyle f^{\mathbb {C} }:V^{\mathbb {C} }\to W^{\mathbb {C} }}
이 있다. 여기서
{\displaystyle f^{\mathbb {C} }(v\otimes z)=f(v)\otimes z.}
사상 {\displaystyle f^{\mathbb {C} }}는 {\displaystyle f}의 복소화라고 한다. 선형 변환의 복소화는 다음 성질을 갖는다:
- {\displaystyle (\mathrm {id} _{V})^{\mathbb {C} }=\mathrm {id} _{V^{\mathbb {C} }}}
- {\displaystyle (f\circ g)^{\mathbb {C} }=f^{\mathbb {C} }\circ g^{\mathbb {C} }}
- {\displaystyle (f+g)^{\mathbb {C} }=f^{\mathbb {C} }+g^{\mathbb {C} }}
- {\displaystyle (af)^{\mathbb {C} }=af^{\mathbb {C} }\quad \forall a\in \mathbb {R} }

범주론에서 복소화는 실 선형 공간 범주에서 복소 선형 공간 범주로 가는 (가산) 함자를 정의한다고 말한다.
사상 {\displaystyle f^{\mathbb {C} }}는 켤레와 사용하여 교환하므로 {\displaystyle V^{\mathbb {C} }}의 실 부분 공간을 {\displaystyle W^{\mathbb {C} }}의 실 부분 공간에 사상한다 (사상 f 를 통해). 또한 복소 선형 사상 {\displaystyle g:V^{\mathbb {C} }\rightarrow W^{\mathbb {C} }}는 오직 켤레로 교환하는 경우에만 실 선형 사상의 복소화이다.
예를 들어 {\displaystyle n\times m} 행렬로 생각되는 선형 변환 {\displaystyle \mathbb {R} ^{n}\rightarrow \mathbb {R} ^{m}}을 고려하자. 해당 변환의 복소화는 정확히 동일한 행렬이지만 {\displaystyle \mathbb {C} ^{n}\rightarrow \mathbb {C} ^{m}}인 선형 사상으로 여겨진다.

## 쌍대 공간과 텐서 곱
실 선형 공간 {\displaystyle V}의 쌍대공간은 {\displaystyle V\rightarrow \mathbb {R} }인 모든 실 선형 사상들이 이루는 선형 공간 {\displaystyle V^{*}}이다. {\displaystyle V^{*}}의 복소화는 당연히 {\displaystyle V\rightarrow \mathbb {C} }인 모든 실 선형 사상들이 이루는 선형 공간{\displaystyle {\text{Hom}}_{\mathbb {R} }(V,\mathbb {C} )}으로 생각할 수 있다. 즉,{\displaystyle (V^{*})^{\mathbb {C} }=V^{*}\otimes \mathbb {C} \cong \mathrm {Hom} _{\mathbb {R} }(V,\mathbb {C} ).}동형은 다음과 같이 주어진다.{\displaystyle (\varphi _{1}\otimes 1+\varphi _{2}\otimes i)\leftrightarrow \varphi _{1}+i\varphi _{2}}여기서 {\displaystyle \varphi _{1},\varphi _{2}}는 {\displaystyle V^{*}}의 원소이다. 그런 다음 일반적인 작업에 의해 복소 켤레가 제공된다.{\displaystyle {\overline {\varphi _{1}+i\varphi _{2}}}=\varphi _{1}-i\varphi _{2}.}주어진 실 선형 사상 {\displaystyle \varphi :V\rightarrow \mathbb {C} }에 대해 복소 선형 사상 {\displaystyle \varphi :V^{\mathbb {C} }\rightarrow \mathbb {C} }를 얻기 위해 선형으로 확대할 수 있다. 즉,{\displaystyle \varphi (v\otimes z)=z\varphi (v).}이 확대는 {\displaystyle {\text{Hom}}_{\mathbb {R} }(V,\mathbb {C} )}에서 {\displaystyle {\text{Hom}}_{\mathbb {C} }(V^{\mathbb {C} },\mathbb {C} )}까지의 동형 사상을 제공한다. 후자는 단지 {\displaystyle V^{\mathbb {C} }}에 대한 복소 쌍대 공간이므로, 다음과 같은 자연스러운 동형사상이 있다:{\displaystyle (V^{*})^{\mathbb {C} }\cong (V^{\mathbb {C} })^{*}.}더 일반적으로, 실 선형 공간 {\displaystyle V}와 {\displaystyle W}가 주어지면 자연스러운 동형사상{\displaystyle \mathrm {Hom} _{\mathbb {R} }(V,W)^{\mathbb {C} }\cong \mathrm {Hom} _{\mathbb {C} }(V^{\mathbb {C} },W^{\mathbb {C} })}이 있다. 복소화는 또한 텐서 곱, 외승 및 대칭승을 취하는 작업과 교환한다. 예를 들어, {\displaystyle V}와 {\displaystyle W}가 실 선형 공간인 경우 자연스러운 동형사상{\displaystyle (V\otimes _{\mathbb {R} }W)^{\mathbb {C} }\cong V^{\mathbb {C} }\otimes _{\mathbb {C} }W^{\mathbb {C} }\,}이 있다. 왼쪽 텐서 곱은 실수를 인계받는 반면 오른쪽 텐서 곱은 복소수를 인계한다. 일반적으로 동일한 패턴이 적용된다. 예를 들어, 하나는{\displaystyle (\Lambda _{\mathbb {R} }^{k}V)^{\mathbb {C} }\cong \Lambda _{\mathbb {C} }^{k}(V^{\mathbb {C} }).}모든 경우에 동형사상은 "자명한" 동형사상이다.

## 같이 보기
- 스칼라의 확장 - 일반적 과정
- 선형 복소 구조
- 베이커–캠벨–하우스도르프 공식